# Климат Шотландии
Климат Шотландии — умеренный океанический, более прохладный и влажный, чем в остальных регионах Великобритании. Формируется под влиянием теплых воздушных потоков со стороны Атлантического океана, где протекает теплое течение Гольфстрим, и холодных воздушных потоков со стороны Северного моря. Погода в Шотландии очень переменчива, что обусловлено её географическим положением — с трех сторон регион окружен морями. 

Распределение количества часов, когда сохраняется ясная солнечная погода, по месяцам на севере Шотландии (Леруик), северо-востоке (Абердин) и западе (Глазго) с 1961 по 1990 год.

## Облачность
Из-за холмистого рельефа местности и атлантических циклонов число облачных дней в Шотландии выше, чем в Англии. В южной Шотландии (Файф, Дамфрис-энд-Галловей и др.) количество часов, когда стоит безоблачная погода, не превышает 1400 в год. В горах Северо-Шотландского нагорья солнце выглядывает ещё реже — там солнечная погода сохраняется не более 1100 часов в год. Максимальное количество солнечных дней приходится на май и июль, минимальное — на декабрь. Шотландия расположена в относительно высоких широтах, поэтому зимой светлое время суток довольно короткое, но это компенсируется долгими летними сумерками. В день летнего солнцестояния на севере Шотландии практически не заходит солнце.

## Температура
Среднегодовая температура в Шотландии колеблется от 7 °C на севере в районе Шетландских островов до 9 °C в южных областях. С подъемом на каждые 100 м высоты температура понижается примерно на 0,6 °C, поэтому в горных районах обычно холоднее чем на равнинах. Например в поселке Бреймар (Абердиншир), расположенном на высоте 339 м над уровнем моря, среднегодовая температура равняется 6,4 °C, а на Бен-Невисе (высшая точка Великобритании, 1344 м над уровнем моря) — уже –0,3 °C. 

Распределение количества осадков по месяцам на севере Шотландии (Леруик), северо-востоке (Абердин) и западе (Глазго) в 1961—1990 гг. (в мм)

Температура формируется под влиянием теплых воздушных потоков со стороны Атлантики и холодных со стороны Северного моря, поэтому на восточном побережье страны обычно прохладнее, чем на западном. Самое холодное время года — январь и февраль. Температурный максимум в эти месяцы составляет 5—7 °C, однако время от времени в результате потоков фёна — сильного сухого и теплого ветра, дующего с гор в долины — температура поднимается до 15 °C. Самые низкие зимние температуры наблюдаются вдали от побережья во внутренних регионах страны — зимой для равнин характерна ясная прохладная погода, слабый ветер, снег. На побережьях зима существенно теплее. Так, например, температурный минимум, зафиксированный с 1961 по 1990 год в Леруике (Шетландские острова), составляет всего –8 °C. Наиболее теплые месяцы года в Шотландии — июль и август. Внутри страны обычно теплее, чем на побережье. Средняя температура в теплое время года составляет 19 °C, на 3 °C ниже, чем средняя летняя температура в Англии.
- Абсолютный температурный минимум в Шотландии — –27,2 °C — был зафиксирован 11 февраля 1895 г. в Бреймаре и 10 января 1982 г. в поселении Алтнахарра (Хайленд).
- Самая высокая температура  — 32,9 °C — была зарегистрирована 9 августа 2003 г. в Грейкруке (Скоттиш-Бордерс).

## Осадки
В Шотландии более влажный климат, чем других регионах Великобритании. Среднегодовое количество осадков колеблется от 3000 мм на севере до 800 мм на юге. Как правило на севере горных районов осадки выпадают более 250 раз в год и до 175 раз в районе областей Ангус и Файф. Грозы в Шотландии сравнительно редки. Среднее количество грозовых дней в году — от 3 до 9. Это число варьируется в зависимости от географии. На северном и восточном побережье бывает только 3—4 грозы с громом ежегодно, тогда как на юге грозовая активность увеличивается до 6—9 случаев в год. 

Распределение количества дней со снежным покровом по месяцам на севере Шотландии (Леруик), северо-востоке (Абердин) и западе (Глазго) в период с 1961 по 1990 год

Так как с подъемом высоты температура уменьшается, в горах часто выпадает снег. В среднем по региону количество снежных дней равняется 20 в год, тогда как в Кэрнгормских горах и на территории других горных массивов Шотландии снег выпадает до 100 раз в год. На северном и северо-восточном побережье снежный покров лежит около 15—25 дней в году, в горных районах — более 50 дней, а на высокогорье не тает на протяжении 6—7 месяцев в году.
- Максимальное количество дневных осадков — 238 мм — было зарегистрировано 17 января 1974 года в районе озера Лох-Ломонд.

## Ветер
В основном для Шотландии характерен юго-западный ветер, однако его направление и скорость может меняться в зависимости от погоды и ландшафта — например в горах ветры дуют четко по направлениям долин. Внутри страны и особенно в городах сила ветра обычно меньше, чем на побережье. Однако бывает, что и в там поднимается сильный шквалистый ветер, способный повалить деревья и нанести городским зданиям значительный ущерб. Скорость ветра увеличивается в зависимости от высоты ландшафта и достигает максимального значения в горах. Из-за близости областей низкого давления над Атлантикой бури и штормы в Шотландии случаются чаще, чем в других регионах Великобритании. Самые ветреные области, где бывает до 30 штормов в год — северо-западное побережье страны и острова.
- Самый сильный равнинный ветер — 142 км/ч — был зафиксирован во Фрейзерборо (Абердиншир) 13 февраля 1989 года.
- Самый сильный ветер в горах — 173 км/ч — зафиксировала 20 марта 1986 г. Кэрнгормская метеостанция (расположена на границе областей Хайленд и Морей).